# Benoît Thans
Benoît Thans (Luik, 20 augustus 1964) is een gewezen Belgische voetballer. In 2012 was hij technisch directeur bij de Koninklijke Belgische Voetbalbond (KBVB).
Thans was een middenvelder die over een hard schot en een goede techniek beschikte. Hij was tijdens zijn spelerscarrière vooral actief in de regio Luik. Na zijn loopbaan als voetballer richtte hij de voetbalschool Football 2000 op en werd hij technisch directeur bij RCS Verviétois. Op Franstalige tv-zenders is hij ook vaak te zien als voetbalanalist. In januari 2012 volgde hij Francky Dury op als technisch directeur van de KBVB. Precies een jaar later werd Thans zelf vervangen door ex-scheidsrechter Paul Allaerts.

## Carrière
Benoît Thans maakte als tiener de overstap naar Club Luik. Op 18-jarige leeftijd debuteerde hij onder trainer Louis Carré in het eerste elftal. Thans, een linkermiddenvelder, was in die dagen ook jeugdinternational. Onder coach Robert Waseige groeide Luik midden jaren 80 uit tot een subtopper. In 1987 bereikte de club de finale van de Beker van België, maar verloor daarin met het kleinste verschil van KV Mechelen. Thans kwam in de finale niet in actie.
Na de verloren bekerfinale verhuisde Thans naar het Franse RC Lens. De toen 23-jarige middenvelder speelde er regelmatig, maar besloot toch om na één seizoen terug te keren naar België. De Luikenaar belandde opnieuw in zijn geboortestad en tekende een contract bij Standard Luik. Thans kwam bij de Rouches terecht in het team van trainer Urbain Braems. Hij was er een ploegmaat van onder meer Alex Czerniatynski, Guy Vandersmissen, Ronny Rosenthal en Gilbert Bodart. Thans groeide in geen tijd uit tot een vaste waarde.
Maar dan ging het bergaf. Thans verloor zijn moeder en de sportieve prestaties gingen achteruit. In 1991 trok de Waalse voetballer voor één seizoen naar Antwerp FC, maar daar kwam hij niet veel aan spelen toe. Hij keerde terug naar Standard en vertrok uiteindelijk in 1993 opnieuw naar het buitenland. Na twee seizoenen voor het Zwitserse AC Bellinzona kwam Thans terecht bij derdeklasser Tilleur FC, zijn derde Luikse club. De middenvelder was er een ploegmaat van Raphael Quaranta, Gaëtan Englebert, Zvonko Varga en Luc Ernes. Al in zijn eerste seizoen dwong hij met Tilleur de promotie af.
In 1997 keerde Thans terug naar het hoogste niveau. Hij verkaste, mede onder impuls van Jan Bergers, naar promovendus KVC Westerlo, waar hij met zijn ervarenheid een belangrijke speler werd. In 2000 leidde trainer Jan Ceulemans het team naar een onverhoopte 6e plaats in het eindklassement. Westerlo versloeg dat seizoen landskampioen RSC Anderlecht met 5-0, nadat het een jaar eerder ook al met 6-0 had gewonnen van paars-wit.
Na drie seizoenen ruilde de toen 36-jarige Thans Westerlo in voor KSK Beveren, maar dat avontuur was van korte duur. De club verkeerde in financiële problemen en met trainer Emilio Ferrera klikte het niet. Al in oktober vertrok hij naar La Louvière, dat toen voor het eerst sinds 1979 in de hoogste afdeling speelde. De club kende heel wat trainerswissels, maar slaagde er toch in om zich van het behoud te verzekeren. In februari 2002 zette Thans omwille van een achillespeesblessure een punt achter zijn spelerscarrière.